# Сухонин, Сергей Сергеевич
Сергей Сергеевич Сухонин (1870 — после 1916) — редактор-издатель «Вестника всемирной истории».

## Биография
Родился 29 октября (10 ноября) 1870 в Санкт-Петербурге.
Его отец, полковник Сергей Петрович Сухонин (1821 или 1822 — 1897). Мать, Анна Николаевна (1849 – 10.12.1875, Стрельня), родители которой умерли в Сибири, где служил отец и её опекал дед – действительный статский советник Пётр Александрович Воронов, член Совета государственного контроля. Сергей был третьим ребёнком в семье; первые — Петр (1869—1890) и Сергей (1869—1870) — жили недолго. 
Учился на собственный счёт императора Александра III в Александровском лицее, из которого был выпущен в 1893 году.
Служил чиновником особых поручений при Министерстве земледелия и государственных имуществ; в 1897 году — титулярный советник. Был награждён орденом Св. Станислава 3-й степени.
Последние сведения о нём относятся к 1916 году.